# Johan Gastien
Johan Gastien (Niort, Francia, 25 de enero de 1988) es un futbolista francés. Juega de centrocampista y su equipo es el Clermont Foot 63 de la Ligue 2.

## Trayectoria
Gastien comenzó su carrera en el Chamois Niortais de la Ligue 2, club de su ciudad natal. Debutó el 28 de marzo de 2008 ante el F. C. Libourne. Jugó seis temporadas en el club.
En 2018 fichó por el Clermont Foot 63. Formó parte del plantel que ganó el ascenso a la Ligue 1 en la temporada 2020-21.

## Estadísticas
Actualizado al último partido disputado el 19 de mayo de 2024.
| Club                     | Div.          | Temporada     | Liga  | Liga  | Copas nacionales | Copas nacionales | Copas internacionales | Copas internacionales | Total | Total |
| Club                     | Div.          | Temporada     | Part. | Goles | Part.            | Goles            | Part.                 | Goles                 | Part. | Goles |
| ------------------------ | ------------- | ------------- | ----- | ----- | ---------------- | ---------------- | --------------------- | --------------------- | ----- | ----- |
| Chamois Niortais Francia | 2.ª           | 2007-08       | 1     | 0     | 0                | 0                | —                     | —                     | 1     | 0     |
| Chamois Niortais Francia | 3.ª           | 2008-09       | 20    | 0     | 5                | 1                | —                     | —                     | 25    | 1     |
| Chamois Niortais Francia | 4.ª           | 2009-10       | 20    | 3     | 2                | 0                | —                     | —                     | 22    | 3     |
| Chamois Niortais Francia | 3.ª           | 2010-11       | 33    | 4     | 0                | 0                | —                     | —                     | 33    | 4     |
| Chamois Niortais Francia | 3.ª           | 2011-12       | 32    | 3     | 3                | 1                | —                     | —                     | 35    | 4     |
| Chamois Niortais Francia | 2.ª           | 2012-13       | 34    | 4     | 3                | 0                | —                     | —                     | 37    | 4     |
| Chamois Niortais Francia | Total club    | Total club    | 140   | 14    | 13               | 2                | 0                     | 0                     | 153   | 16    |
| Dijon F. C. O. Francia   | 2.ª           | 2013-14       | 30    | 7     | 4                | 0                | —                     | —                     | 34    | 7     |
| Dijon F. C. O. Francia   | 2.ª           | 2014-15       | 30    | 2     | 4                | 0                | —                     | —                     | 34    | 2     |
| Dijon F. C. O. Francia   | 2.ª           | 2015-16       | 35    | 0     | 3                | 0                | —                     | —                     | 38    | 0     |
| Dijon F. C. O. Francia   | 1.ª           | 2016-17       | 15    | 0     | 2                | 0                | —                     | —                     | 17    | 0     |
| Dijon F. C. O. Francia   | Total club    | Total club    | 110   | 9     | 13               | 0                | 0                     | 0                     | 123   | 9     |
| Stade Brest 29 Francia   | 2.ª           | 2016-17       | 16    | 1     | 0                | 0                | —                     | —                     | 16    | 1     |
| Stade Brest 29 Francia   | 2.ª           | 2017-18       | 24    | 0     | 1                | 0                | —                     | —                     | 25    | 0     |
| Stade Brest 29 Francia   | Total club    | Total club    | 40    | 1     | 1                | 0                | 0                     | 0                     | 41    | 1     |
| Clermont Foot 63 Francia | 2.ª           | 2018-19       | 32    | 0     | 5                | 0                | —                     | —                     | 37    | 0     |
| Clermont Foot 63 Francia | 2.ª           | 2019-20       | 23    | 0     | 1                | 0                | —                     | —                     | 24    | 0     |
| Clermont Foot 63 Francia | 2.ª           | 2020-21       | 35    | 1     | 1                | 0                | —                     | —                     | 36    | 1     |
| Clermont Foot 63 Francia | 1.ª           | 2021-22       | 32    | 0     | 1                | 0                | —                     | —                     | 33    | 0     |
| Clermont Foot 63 Francia | 1.ª           | 2022-23       | 31    | 4     | 0                | 0                | —                     | —                     | 31    | 4     |
| Clermont Foot 63 Francia | 1.ª           | 2023-24       | 28    | 0     | 2                | 0                | —                     | —                     | 30    | 0     |
| Clermont Foot 63 Francia | Total club    | Total club    | 181   | 5     | 10               | 0                | 0                     | 0                     | 191   | 5     |
| Total carrera            | Total carrera | Total carrera | 471   | 29    | 37               | 2                | 0                     | 0                     | 508   | 31    |

## Vida personal
Es hijo de Pascal Gastien, exfutbolista y entrenador francés. Pascar fue su entrenador en el Chamois Niortais y el Clermont.